# Морська змія Белчера
Морська змія Белчера (Chitulia belcheri) — отруйна змія з роду Chitulia родини Аспідові. Отримала назву на честь адмірала та географа Едварда Белчера.

## Опис
Загальна довжина становить 0,5—1 м. Голова невелика, коротка, вузька. Над ніздрями має клапани, щоб дихати повітрям. Тулуб тонкий. На спині має велику луску, що накладається одна на одну. У центрі кожної лусочки присутній горбик. Луска черева доволі вузька. Хвіст веслоподібний, сильно стиснутий з боків. Забарвлення жовтувате з темно-зеленими смугами.

## Спосіб життя
Полюбляє рифи. Тримається переважно у воді. Може знаходитися під водою до 8 годин. Чудово плаває. Живиться рибою й молюсками. Наділена потужною отрутою, яка містить міотоксин, що руйнує м'язи.
Змія Белчера відрізняється спокійним характером, завдяки чому випадки її нападу на людей досить рідкісні. Деякі серпентологи сумнівалися в токсичності отрути морської змії Белчера, висуваючи на позицію лідера серед найотруйніших змій Тайпана. Але дані тестів показали, що отрута даного виду в 100 разів сильніше, ніж у тайпана. Серед інших отруйних плазунів, морська змія Белчера займає перше місце за ступенем небезпеки отрути.
Це яйцеживородна змія.

## Розповсюдження
Мешкає у Тихому океану, біля узбережжя Таїланду, Індонезії, Філіппін, В'єтнаму, Нової Гвінеї, Соломонових островів, рифу Ашмор (північно-західна Австралія).